# Месть Седьмой
Месть Седьмой (англ. The Revenge of Seven) — научно-фантастический роман Лорианской саги Джеймса Фрея, пишущего под псевдонимом Питакус Лор. Является продолжением романов «Я — четвёртый», опубликованного издательством HarperCollins Publishers.

## Сюжет
Повествование ведется от лица Четвертого, Шестой и Эллы (Десятой).

#### История Десятой
Элла просыпается на космическом корабле, окруженная могадорианцами. Сетракус Ра говорит ей, что был ее дедушкой, уговаривает поесть и рассказывает, что раньше был Старейшиной, проводившим генетические эксперименты. На Лориене он встал в оппозицию к власти. Затем он погружает себя и Эллу в воспоминания. Могадориане пытаются заставить Эллу воспользоваться Великой книгой как оружием. Элла разрывает книгу. Сетракус Ра продолжает уговоры, упоминая ее «суженого» — Пятого. Элла не чувствует к нему ничего кроме отвращения за предательство и обвиняет в гибели Восьмого. Сетракус Ра обучает Эллу использованию одного из наследий на Пятом. Телепатически девочка просит прощения у своей жертвы. Пятый признает свою вину и справедливость наказания. Вместе они решаются на побег. Кроме того, Пятый также удивлен новостью об их помолвке. Сетракус Ра ловит их. Сопротивляясь, Элла попадает под удар Ра и теряет сознание.
Повторное пробуждение Эллы приходится на собрание в помещении, которое Ра называет Святилищем Гвардии. К тому же в место, куда пришелся его удар, Элле сделана инъекция. Сетракус Ра вынуждает ее встать и сопроводить его, Сетракуса Ра, для приветствия людей. Среди присутствующих она видит Четвертого. Девятый атакует Ра, в результате чего тот теряет свою человеческую форму, вновь превращаясь в генетически модифицированного лидера Могадориан. Ра пресекает нападение Четвертого, Элла в это время бьет его по ногам, понимая, что она — единственная, кто сможет его убить. Завязывается бой, в котором участвует и Пятый, мешая Четвертому наносить удары Сетракусу Ра. Девятый также нападает на Ра, но Пятый препятствует и ему. Раненная в бою Элла в полубессознательном состоянии вновь попадает на судно могадориан. Дальнейшая ее судьба неизвестна.

#### История Четвертого
Четвертый, Сэм, Сара, Малькольм и Адам, а также Химера остаются на заброшенной текстильной фабрике. Они выясняют, что выживающие Гвардейцы, за исключением одного, находятся во Флориде. Но Адам настаивает на пути в Ashwood Estates. Четвертый соглашается после некоторых колебаний. Выдав информацию о могадорианцах на веб-сайт «Чужие среди нас», Сара отправляется навстречу Марка Джеймса. Малькольм, Четвертый, Сэм идут в Ashwood Estates. Прикрепив к химерам камеры, ребята рассматривают могов, несущих оборудование, а затем нападают на них. Адам признается, что это место объединяет его отца и Четвертого. Четвертый нападает на генерала могов вместе с химерами. Адам также наносит удар своему отцу. Вместе они наблюдают разложение модифицированных частей тела генерала. Адам поднимает старый меч своего отца. Адам использует систему наблюдения могадориан, чтобы наблюдать за Седьмой, Шестой и Девятым. Адам пробирается на корабль могадориан и использует его оружие, чтобы убить всех могов.

#### История Шестой
Шестая, Седьмая и Девятый пытаются выбраться из болота. Узнав, что чикагский пентхаус разрушен, Марина начинает поиск старой базы НАСА, построенной, фактически, в болоте рядом с НЛО. Марина говорит Шестой, что может чувствовать Восьмого. Седьмая и Шестая проникают на обнаруженную ими базу могадориан. Девятый использует телепатию на животных, чтобы отвлечь могадориан. Таким образом, они выслеживают Пятого с телом Восьмого. Гвардейцы отбивают тело погибшего товарища у могов. Девятый просит прощение у Марины за жертву Восьмого ради его спасения. Седьмая принимает его извинения. В этот момент появляется другой корабль могадориан, уничтожающий всех оставшихся могов. Шестая пилотирует корабль согласно инструкциям Адама. Шестая и Сэм целуются.
Вскоре после прибытия в Ashwood Estates, туда же приезжают агент Уокер и ФБР. Они уже поняли, что могадорианцы — зло и хотят помочь Гвардии.

## Персонажи
- Четвёртый/Джон Смит — рассказчик первой части истории, номер четыре Лориенской гвардии.
- Шестая/Майрин Элизабет — номер шесть лориенской гвардии, друг и напарник Джона.
- Сэм — лучший друг Четвертого.
- Малькольм Гуд — отец Сэма.
- Седьмая/Maрина — рассказчик второй части истории, в конце книги встречает Шестую.
- Аделина — опекун Седьмой. Погибла в сражении с могадорианами, пытаясь спасти Maрину.
- Десятая/Эллa — лучший друг Марины.
- Крейтон — неофициальный опекун Десятой (десятая была слишком маленькой, чтобы путешествовать с опекуном).
- Ге́ктор — человек, друг Марины.
- Девятый — пленник могадорцев.
- Сара — девушка Четвёртого.
- Майкл — одноклассник Сары и Четвёртого.

## Критика
Целый ряд сайтов поклонников саги восприняли книгу позитивно, роман получил рейтинг 4.3 на GoodReads (на 9 февраля 2015)